# Copa de la Liga 1985
La Copa de la Liga 1985 è stata la 3ª edizione della Coppa della Liga. Il torneo iniziò l'11 aprile e si concluse il 15 giugno 1985. Il vincitore fu il Real Madrid.

## Formula e partecipanti
In questa edizione presero parte le 18 squadre di Primera División di quell'anno, oltre alle vincitrici della Coppa della Liga della Segunda División, Segunda División B e Tercera División. In questo torneo non era prevista la regola dei gol fuori casa.

### Primera División
| - Athletic Bilbao - Atlético Madrid - Barcellona - Real Betis - Elche | - Espanyol - Hércules - Malaga - Osasuna - Racing Santander | - Real Madrid - Real Murcia - Real Saragozza - Real Sociedad - Real Valladolid | - Siviglia - Sporting Gijón - Valencia |

### Altre partecipanti
- Castellón, vincitore della Coppa della Liga di Segunda División 1984.
- Gimnàstic, vincitore della Coppa della Liga di Segunda División B - Gruppo I 1984.
- CD Antequerano, vincitore della Coppa della Liga di Segunda División B - Gruppo II 1984.
- Tudelano, vincitore della Coppa della Liga di Tercera División 1984.

## Primo turno
Andata: 11 aprile 1985. Ritorno: 17, 18, 21 e 24 maggio 1985. Le squadre di Primera División giunte ai quarti di Coppa del Re e il Real Madrid ottennero il passaggio automatico del turno.
- Athletic Bilbao
- Atlético Madrid
- Barcellona
- Real Betis
- Real Madrid
- Real Saragozza
- Real Sociedad
- Sporting Gijón

| Squadra 1       | Totale | Squadra 2        | Andata | Ritorno |
| --------------- | ------ | ---------------- | ------ | ------- |
| Valencia        | 3 - 2  | Racing Santander | 1 - 2  | 2 - 0   |
| Siviglia        | 3 - 0  | Gimnàstic        | 2 - 0  | 1 - 0   |
| Real Murcia     | 9 - 1  | Hércules         | 7 - 0  | 2 - 1   |
| Real Valladolid | 12 - 4 | CD Antequerano   | 8 - 0  | 4 - 4   |
| Malaga          | 3 - 2  | Osasuna          | 1 - 0  | 2 - 2   |
| Tudelano        | 1 - 5  | Espanyol         | 0 - 4  | 1 - 1   |
| Elche           | 2 - 5  | Castellón        | 2 - 2  | 0 - 3   |

## Ottavi di finale
Andata: 1º, 4 e 5 maggio 1985. Ritorno: 7 e 9 maggio 1985.
- Real Madrid

| Squadra 1       | Totale | Squadra 2      | Andata | Ritorno |
| --------------- | ------ | -------------- | ------ | ------- |
| Barcellona      | 4 - 2  | Real Sociedad  | 2 - 0  | 2 - 2   |
| Real Valladolid | 3 - 4  | Real Saragozza | 2 - 3  | 1 - 1   |
| Real Betis      | 4 - 1  | Valencia       | 4 - 0  | 0 - 1   |
| Atlético Madrid | 9 - 0  | Real Murcia    | 4 - 0  | 5 - 0   |
| Castellón       | 2 - 4  | Espanyol       | 1 - 3  | 1 - 1   |
| Athletic Bilbao | 4 - 2  | Malaga         | 3 - 2  | 1 - 0   |
| Sporting Gijón  | 3 - 1  | Siviglia       | 1 - 1  | 2 - 0   |

## Quarti di finale
Andata: 11 e 12 maggio 1985. Ritorno: 16 e 19 maggio 1985.
| Squadra 1       | Totale | Squadra 2       | Andata | Ritorno |
| --------------- | ------ | --------------- | ------ | ------- |
| Barcellona      | 3 - 3  | Real Madrid     | 2 - 2  | 1 - 1   |
| Sporting Gijón  | 3 - 2  | Real Saragozza  | 2 - 0  | 1 - 2   |
| Espanyol        | 4 - 1  | Athletic Bilbao | 3 - 0  | 1 - 1   |
| Atlético Madrid | 4 - 3  | Real Betis      | 3 - 1  | 1 - 2   |

## Semifinali
Andata: 30 maggio 1985. Ritorno: 2 giugno 1985.
| Squadra 1       | Totale | Squadra 2   | Andata | Ritorno |
| --------------- | ------ | ----------- | ------ | ------- |
| Sporting Gijón  | 3 - 4  | Real Madrid | 3 - 1  | 0 - 3   |
| Atlético Madrid | 5 - 3  | Espanyol    | 5 - 1  | 0 - 2   |

## Finale

### Andata
| Arbitro: | Urio Velázquez |

|                                   |           |                           |
| Rubio 10’ Arteche 57’ Cabrera 59’ | Marcatori | 48’ Pineda 79’ Santillana |

### Ritorno
| Arbitro: | Crespo Aurré |

|                         |           |  |
| Stielike 23’ Míchel 62’ | Marcatori |  |